# أحمد الطيب معاش
أحمد الطيب معاش ولد سنة 1926 وتوفي سنة 2005. هو شاعر قومي وعضو بجمعية العلماء المسلمين الجزائريين.

## مولده وحياته
ولد في قرية سريانة بولاية باتنة في جنوبي شرق العاصمة الجزائرية، وتوفي في الجزائر (العاصمة). تلقى تعليمه المبكر في الكتاب، ثم تابع تعليمه في كل من: مدينة باتنة، مدينة قسنطينة، جامع الزيتونة بتونس، ثم انتسب لكلية الحقوق بدمشق عندما كان بها ممثلاً للثورة الجزائرية والحكومة المؤقتة. عاش في كل من الجزائر، تونس ليبيا، سوريا وسويسرا.

## نشاطه
انضم لجيش التحرير سنة 1955، وكان ممثلاً لثورة الجزائر على رأس وفد رياضي ثقافي في عدد من الأقطار العربية وذلك سنة 1958، وممثلاً لمكتب جبهة التحرير في سوريا حتى الاستقلال.
اختير سفيرًا لبلاده في ليبيا سنة 1963 مدة سبع سنوات، انتقل بعدها إلى منفاه الاختياري في أوروبا حتى عودته إلى بلاده سنة 1990.
شارك في عدة مؤتمرات عربية وفلسطينية برفقة الرئيس أحمد بن بلة ومن بعده الرئيس هواري بومدين.
كان عضوًا بجمعية العلماء المسلمين الجزائريين، وعضوًا باتحاد الكتاب الجزائريين.

## الإنتاج الشعري
- «مع الشهداء» - دار الشهاب - باتنة 1985
- «التراويح وأغاني الخيام» - المؤسسة الوطنية للكتاب - الجزائر 1986
- «دواوين الزمن الحزين» (الجزء الأول) - دار الهدى - عين مليلة 2005

وله قصائد نشرت في بعض الصحف الجزائرية، منها: البصائر، المنار، الشعب، الأحرار، البلاد، الشروق الثقافي، الشروق اليومي،

### الدواوين المخطوطة
- «دواوين الزمن الحزين» (ستة أجزاء)
- «خماسيات السنوات العجاف»
- «علجية»
- «يوميات حرب التحرير».

## الأعمال الأخرى
- «كلمات متقاطعة للتسلية» - المؤسسة الوطنية للكتاب - الجزائر 1984 (قصص)
- «شموع لا تريد الانطفاء» - المؤسسة الوطنية للكتاب - الجزائر 1990 (قصص)
- «صور من الواقع العربي والإسلامي في عهد النكبة» - الشهاب - باتنة 1990
- «صباح الخير» - المؤسسة الوطنية للكتاب - الجزائر 1984 (أحاديث وخواطر).

يعتبر أحمد الطيب شاعر قومي غزير الإنتاج، تشكلت مساحات تجربته الشعرية بين القصائد الوطنية والقومية، وقصائد الوصف، وبعض المناسبات، وسرت في بعضها روح إنسانية شفيفة وناقدة تهكمية، اتسمت قصائده بقوة الأسلوب ودقة العبارة وحسن انتقاء المفردة ودقة التصوير، وقد تضمنت بعض قصائده إشارات لأمكنة ذات وجود واقعي شكلت نسيجًا واقعيًا في لغة القصائد كما في قصيدته: «شهداء صبرا وشاتيلا».

## الجوائز والتكريمات
الشاعر حصد الكثير من الأوسمة والجوائز منها: وسام جيش التحرير الوطني الجزائري، جائزة الملك محمد الخامس في الشعر سنة 1946، ومنحه الزعيم جمال عبد الناصر وسام الاستحقاق 1962، ووسام الاستحقاق من ملك الأردن، وشهادة التكريم الثقافية من الجزائر 1987، وجائزة محمد بوضياف في الشعر 1992، وجائزة نوفمبر الشعرية من ولاية باتنة 1999، وجائزة وزارة المجاهدين في ذكرى الثورة التحريرية 2001، وجائزة وزارة الثقافة بالجزائر 2003.